# اسکنر تمام بدن

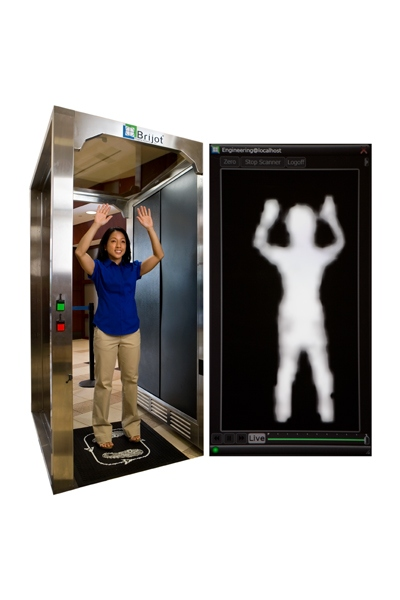
تصویر اسکن موج میلی‌متری و شخصی که اسکن شده‌است.

اسکنر تمام بدن (انگلیسی: Full body scanner)یک دستگاه است که اشیاء یا بدن فرد را برای اهداف غربالگری امنیتی تشخیص می‌دهد. بسته به تکنولوژی مورد استفاده، اپراتور ممکن است تصویر متناوب با طول موج بدن فرد را داشته باشد، یا تنها نمایشی کارتونی از شخص با یک نشانگر نشان دهد که هر کدام از موارد مشکوک شناسایی شده‌است. به دلایل حفظ حریم خصوصی و امنیت، صفحه نمایش برای سایر مسافرین قابل مشاهده نیست و در بعضی موارد در یک اتاق جداگانه قرار دارد که اپراتور نمی‌تواند چهره فرد تحت بررسی را ببیند. بر خلاف آشکارسازهای فلزی، اسکنرهای کامل بدن می‌توانند اشیای غیر فلزی را شناسایی کنند. اهمیت این موضوع بعد از چندین بمب‌گذاری در هواپیمای بمب‌گذاری شده در سال‌های ۲۰۰۰ افزایش یافته‌است.
از سال ۲۰۰۷، جایگزینی آشکارسازهای فلزی با اسکنرهای تمام بدن در فرودگاه‌ها و ایستگاه‌های قطار در بسیاری از کشورها آغاز شد.
مسافران و وکلا به تصاویری که از بدن‌های برهنه خود توسط نمایندگان غربالگری یا توسط دولت ثبت شده‌اند، اعتراض کرده‌اند. منتقدان، جستجوهای تصویربرداری مجازی را لخت‌کردن مردم بدون علت احتمالی نامیده‌اند و مدعی شده‌اند که این کار غیرقانونی است و حقوق بنیادی را نقض می‌کند. با این اوصاف و به دلیل مسائل مربوط به حریم شخصی، اکثر مردم مجاز هستند از این اسکن خودداری کنند و از نوع سنتی استفاده کنند.

## تاریخچه
اولین اسکنر امنیتی تمام بدن توسط دکتر استیون اسمیت ساخته شد. وی اسکنر کامل بدن را در سال ۱۹۹۲ توسعه داد. او سپس دستگاه و ثبت اختراعات مرتبط با آن را به Rapiscan Systems فروخت. شرکتی که اکنون تولید و توزیع آن دستگاه را بر عهده دارد.

## کاربرد
اولین کاربرد فرودگاهی این نوع اسکنر در فرودگاه اسخیپول آمستردام هلند بود.

## حریم شخصی
برخی معتقدند که استفاده از اسکنرهای تمام بدن معادل بازرسی بدنی برهنه (به انگلیسی: strip search) است و اگر بدون علت احتمالی مورد استفاده قرار گیرد حقوق بشر را نقض می‌کند.
تکنولوژی اسکن کامل بدن اجازه می‌دهد تا افرادی که تصاویر اسکن شده را کنترل می‌کنند سطح پوست زیر لباس اشخاص و پروتزهای مصنوعی از جمله پروتزهای سینه و پروتز های بیضه‌ را مشاهده کنند، که این موضوع برای اکثر افراد شرم‌آور است. اسکنرها همچنین می‌توانند سایر تجهیزات پزشکی که معمولاً پنهان شده‌اند، مانند کیسه‌های کولواستومی و کاتتر تشخیص دهند. این امر به‌طور بالقوه منجر به آزار و اذیت دوجنسیتی‌ها، که نگرانی‌های حریم شخصی بیشتری دارند، می‌شود.